# Блэкстон (приток Пила)
Блэкстон (англ. Blackstone River) — река на северо-западе Канады в Юконе.

## Физико-географическая характеристика

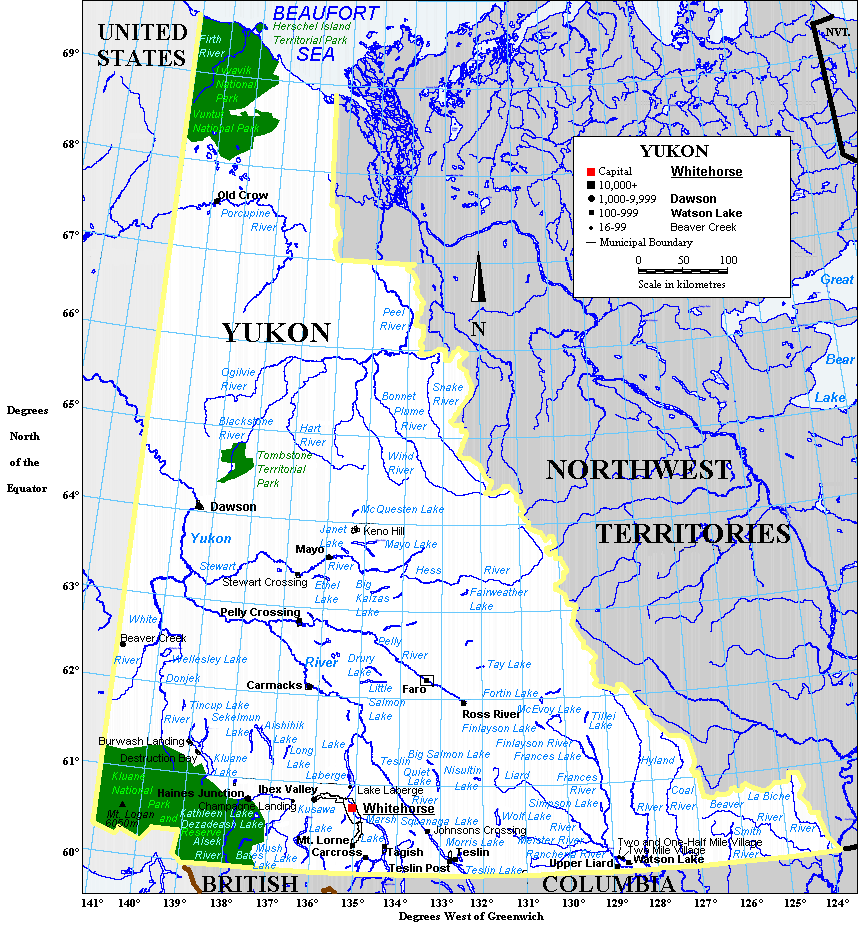
Река Блэкстоун на карте рек Юкона

Блэкстон является одной из шести рек бассейна Пил наряду с реками Огилви, Харт, Уинд, Боннет-Плум и Снейк.
Река стекает с гор Огилви, её истоки находятся на территории территориального парка Тумстон. Блэкстон течёт первоначально в северо-восточном направлении, затем поворачивает на север, при слиянии с рекой Огилви образует реку Пил. В среднем течении ширина реки составляет 30 метров.
Площадь бассейна составляет 1130 км². В него входит, помимо множества мелководных ручьёв, стекающих с гор Олигви, Ту-Мус-Лейк и Чапмен-Лейк — термокарстовые озёра глубиной 90-120 см.
Длина реки — приблизительно 200 км.

## Флора и фауна
Река Блэкстон протекает по тундре, для региона характерно наличие вечной мерзлоты. Вместе с тем в бассейне реки достаточно подземных вод для того, чтобы рыбы в нём обитали круглогодично. В реке и её притоках водятся мальма (Salvelinus malma), сибирский хариус (Thymallus arcticus), американский валёк (Prosopium cylindraceum), налим (Lota lota), обыкновенный чукучан (Catostomus catostomus), слизистый подкаменщик (Cottus cognatus), Lake Chub (Couesius plumbus). В Ту-Мус-Лейк можно встретить только пресноводных ракообразных, в то время как Чапмен-Лейк богато рыбой.
Растительность на берегах реки от слабой до умеренной, преимущественно заросли ольхи и ивы, иногда хвойные деревья. В притоках встречается зелёные водоросли. На берегах реки можно увидеть оленей, овец, медведей.
На берегах реки изредка встречаются вымытые бивни мамонта (намного реже, чем в южной части территории). Находка августа 2005 года, возраст которой составляет 25 — 40 тысяч лет, была доставлена в Уайтхорс.

## Антропогенный фактор

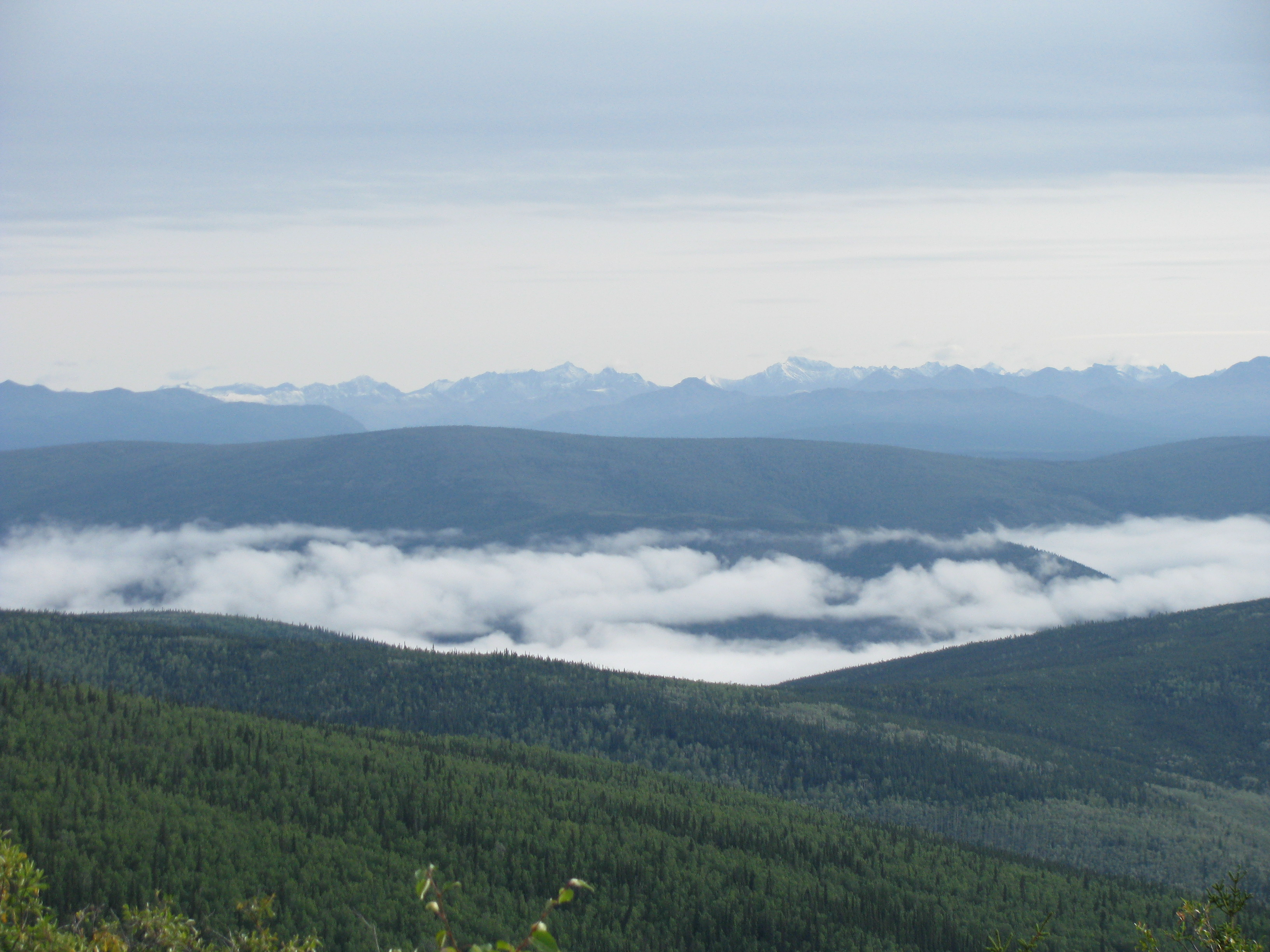
Горы Огилви

Река Блэкстон находится в труднодоступном и малонаселённом месте. Вместе с тем, ряд компаний заинтересовано в развитии в разведке и добыче полезных ископаемых в регионе. Трасса Демпстер, которая пересекает два рукава реки: восточный на 88 км и западный на 118 км, является единственной дорогой Канады, которая действует круглый год и соединяет провинции страны с территорией за полярным кругом. Другое название трассы — дорога к ресурсам (The Road to Resources) — большие запасы нефти и газа были обнаружены на севере в 1950-е годы. Увеличение человеческого присутствия в регионе привело к появлению исследовательских проектов, которые занимаются изучением изменения экологии региона. Одним из них является проект «Рыба страны Демпстер» (Fish of the Dempster Country), который среди прочего проводил несколько исследований в бассейне реки Блэкстон.
Практикуются туристические сплавы по реке, которые в основном относятся ко II классу, однако местами встречаются переходы III класса, а ближе к слиянию с рекой Огилви — и IV класса.